# Acacia striatifolia
Acacia striatifolia — вид квіткових рослин з родини бобових. Ареал: Австралія (Квінсленд).

## Середовище
Росте на неглибоких, піщаних та гравійних ґрунтах у складі евкаліптових лісових угруповань або в густих насадженнях.

## Біоморфологічна характеристика
Кущ або дерево зазвичай виростає до максимальної висоти 8 метрів і має темно-сіру кору з гофрованою текстурою. Він має темно-червоно-коричневі гілочки, які від кутастих до сплющених до верхівок, з невиразними гребенями та густо сосочкоподібні. Синьо-зелені філодії мають вузькоеліптичну або еліптичну форму, прямі, у довжину від 3,9 до 9,5 см та вшир від 10 до 40 мм. Голі філодії мають від трьох до п'яти помітних поздовжніх жилок. Цвіте з серпня по вересень, утворюючи золотисті квітки. Циліндричні квіткові колоси мають довжину від 3 до 5 см, наповнені квітами насиченого жовтого кольору. Голі стручки мають лінійну форму з прямими боками, звужені між насінням і підняті над ним. Стручки мають довжину від 3 до 8,5 см і ширину від 3 до 3,5 мм і містять коричневе або чорне насіння вузько-довгастої форми довжиною від 4 до 4,5 мм.